# Ambassade de Bosnie-Herzégovine en France
L'ambassade de Bosnie-Herzégovine en France est la représentation diplomatique de la Bosnie-Herzégovine  auprès de la République française. Elle est située 174, rue de Courcelles dans le 17e arrondissement de Paris, la capitale du pays. Son ambassadrice est, depuis 2022, Bojana Kondić Panić.

## Liste des ambassadeurs
| Date de nomination | Date de nomination | Date de remise des lettres de créance | Date de remise des lettres de créance | Ambassadeur         |
| ------------------ | ------------------ | ------------------------------------- | ------------------------------------- | ------------------- |
| ?                  |                    | 9 mai 2000                            | [ JORF 1 ]                            | Slobodan Soja       |
| ?                  |                    | 2 juillet 2004                        | [ JORF 2 ]                            | Zeljana Zovk        |
| ?                  |                    | 15 septembre 2008                     | [ JORF 3 ]                            | Almir Sahovic       |
| ?                  |                    | 22 décembre 2011                      | [ JORF 4 ]                            | Nina Sajic          |
| ?                  |                    | 31 octobre 2014                       | [ JORF 5 ]                            | Ivan Orlic          |
| ?                  |                    | 31 août 2018                          | [ JORF 6 ]                            | Kemal Muftic        |
| ?                  |                    | 22 juillet 2022                       | .                                     | Bojana Kondić Panić |